# Praça de Carlos Alberto

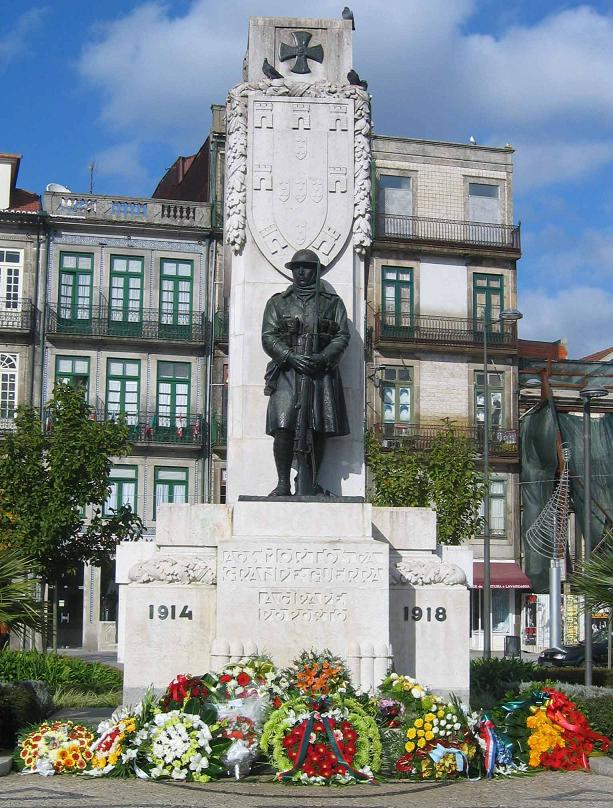
Monumento aos Mortos da Grande Guerra, escultura de Henrique Moreira.

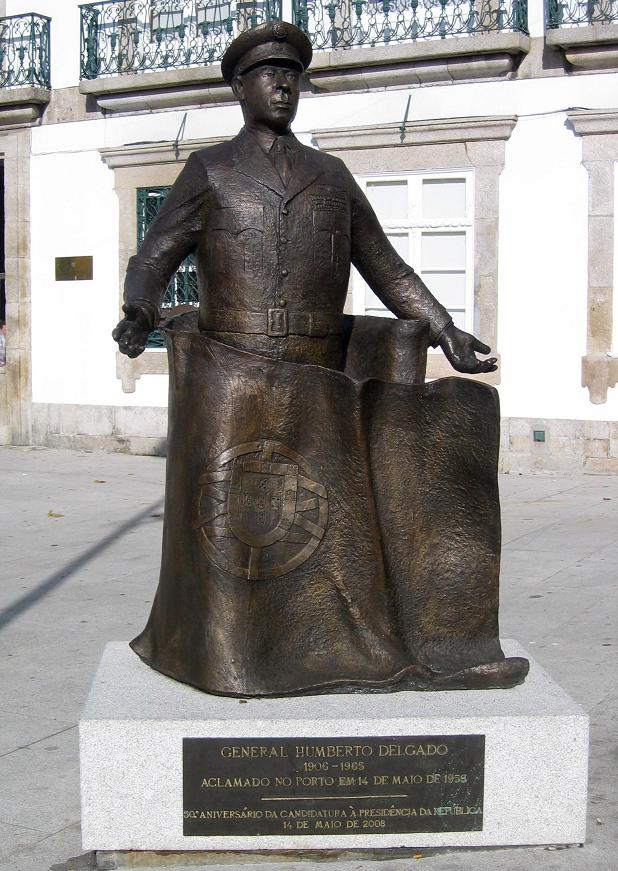
Monumento de homenagem ao General Humberto Delgado, da autoria do escultor José Rodrigues, inaugurado a 14 de maio de 2008.

A Praça de Carlos Alberto fica situada na freguesia da Vitória, na cidade do Porto, em Portugal.

## Origem do nome
O atual nome da praça é uma homenagem a Carlos Alberto, rei do Piemonte e da Sardenha, que, destronado do seu trono em 1849, buscou refúgio na cidade do Porto, tendo como primeira residência o Palacete dos Viscondes de Balsemão, localizado nesta praça.

## História
A praça remonta a tempos longínquos e é o resultado de um entroncamento das velhas estradas que, saindo conjuntamente da Porta do Olival das Muralhas Fernandinas, se dirigiam a Braga (pela actual Rua de Cedofeita) e a Guimarães (pela actual Rua das Oliveiras). No entanto, a mais remota referência conhecida em documento data de 1638, num registo paroquial da freguesia de Santo Ildefonso. Chamava-se "Largo dos Ferradores", porque era aqui que se aprontavam as montadas para o caminho que era longo. Era também um local de estalagens. Esta praça também foi conhecida popularmente como Feira das Caixas, porque, numas tendas de marceneiros que havia por aqui, se faziam as caixas para as bagagens que os emigrantes levavam para o Brasil.
Pertença da Venerável Ordem Terceira de Nossa Senhora do Carmo, localiza-se nesta praça o edifício do Hospital do Carmo que começou a ser construído em 1791, tendo sido inaugurado solenemente em 8 de Fevereiro de 1800. Em 2004, o Hospital do Carmo foi pioneiro na aplicação de uma nova técnica cirúrgica para a cura da incontinência urinária, denominada invance.
No Largo dos Ferradores, no palacete setecentista dos Viscondes de Balsemão (onde agora está instalada a Direção Municipal da Cultura da Câmara Municipal do Porto), estava por meados do século XIX instalada a Hospedaria do Peixe, que nesta cidade foi a primeira aposentadoria de Carlos Alberto da Sardenha, refugiado em Portugal após a derrota na Batalha de Novara, de 23 de Março de 1849. O rei Carlos Alberto acabou por falecer, apenas três meses depois de ter chegado ao Porto, na Quinta da Macieirinha, onde está o atual Museu Romântico. Por isso, recebeu o Largo dos Ferradores, pouco depois, o nome de Praça de Carlos Alberto.
Neste espaço se realizou, durante muitos anos, a feira dos criados de lavoura e das criadas de servir. Veio para aqui da Praça da Corujeira. Os moços e as moças vinham dos arrabaldes e aqui ajustavam, com os futuros patrões, as condições de trabalho. Em 1876, a feira de criados foi transferida para a Rotunda da Boavista.
A partir de Julho de 1853 e até Fevereiro de 1910, na Praça de Carlos Alberto, para ser mais exacto, à frente da Tabacaria Havaneza, ficava a paragem terminal do veículo da Empreza Portuense de Carros Ripert, um pesado carroção de madeira e ferro, puxado a cavalos, que fazia a ligação diária com São Mamede de Infesta. Desta praça partiu, também, em 12 de Agosto de 1874, o primeiro carro americano do Porto, antepassado direto do eléctrico, na carreira para Cadouços, na Foz do Douro.
Já no século XX, a 9 de Abril de 1928, foi inaugurado na Praça de Carlos Alberto o Monumento aos Mortos da Grande Guerra, de autoria de Henrique Moreira, sucedendo a uma estátua anterior que não agradou ao gosto dos portuenses.
Em meados do século, mais concretamente no dia 14 de Maio de 1958, cerca de 200 mil pessoas esperaram o general Humberto Delgado, candidato à presidência da república, na Estação de São Bento, e acompanharam-no até à sua sede de candidatura, na Praça de Carlos Alberto, por cima do Café Luso. É aí que, no seu discurso, exclamou: "O meu coração ficará no Porto!" Foi a maior enchente de pessoas jamais vista nesta praça.
Integrado nas obras empreendidas pela Sociedade Porto 2001, na Praça de Carlos Alberto construiu-se um grande parque de estacionamento subterrâneo. Ocupando quase toda a área da praça, este parque ficou ligado aos das Praças de Gomes Teixeira e de Lisboa, perfazendo um total de 1.259 lugares de aparcamento no subsolo. O projecto de rearranjo da superfície da praça, da autoria do arquitecto Virgínio Moutinho, que preconizava uma alteração radical à fisionomia vigente, foi muito contestando e acabou por ser abandonado. Em vez disso, optou-se por manter, com poucas alterações, a configuração que a praça tinha antes das obras, com as áreas ajardinadas e a calçada de calcário e basalto, seguindo-se uma proposta mais conservadora do arquitecto Manuel Magalhães.
Em 2006, o "Quarteirão de Carlos Alberto" foi a zona seleccionada pela Porto Vivo - Sociedade de Reabilitação Urbana como a sua primeira unidade urbana a reabilitar, num esforço de cativar mais população e comércio para a Baixa do Porto.

## Pontos de interesse
- Edificações classificadas como imóvel de interesse público pelo IPPAR, localizadas na ala norte da praça.[9]
- Café Luso
- Hospital da Ordem Terceira de Nossa Senhora do Carmo
- Monumento aos Mortos da Grande Guerra
- Monumento ao General Humberto Delgado
- Palacete dos Viscondes de Balsemão
- Quiosque no Largo da Ramadinha
- Teatro Carlos Alberto (TeCA), localizado nas imediações da Praça de Carlos Alberto.

## Acessos
- Estação Aliados (550 m para E)
- Linhas: 22 (elétrico), 200, 201, 207, 300, 302, 304, 305 e 501 dos STCP.